# 黒田末寿
黒田 末寿（くろだ すえひさ、1947年 - ）は、日本の自然人類学者、滋賀県立大学名誉教授。

## 来歴・人物
岡山県生まれ。1971年京都大学理学部卒業。1981年「ピグミーチンパンジーの社会学的研究」で京都大学から学位を授与され、理学博士となる。1982年『ピグミーチンパンジー』で読売文学賞受賞。京都大学理学部助手、助教授を経て、1995年滋賀県立大学人間文化学部助教授となる。その後、同大学の教授を努める。
1974年から1987年までザイール（現コンゴ民主共和国）でピグミーチンパンジーを研究、1989年からコンゴでゴリラとチンパンジーを研究。

## 著書

### 単著
- 『ピグミーチンパンジー 未知の類人猿』筑摩書房・ちくまぶっくす 1982 のち筑摩叢書、以文社
- 『人類進化再考 社会生成の考古学』以文社 1999
- 『自然学の未来 自然への共感』弘文堂 シリーズ「現代の地殻変動」を読む 2002

### 共著
- 『人類の起源と進化』市川光雄、片山一道共著 有斐閣双書Gシリーズ 1987
- 『アフリカを歩く フィールドノートの余白に』加納隆至、橋本千絵共編著 以文社 2002

## 参考
- 『ピグミーチンパンジー』筑摩叢書・著者紹介
- 黒田末寿の紹介